# Профессиональная идентичность
Профессиональная идентичность — сложный интегративный психологический феномен, ведущая характеристика профессионального развития человека, которая свидетельствует о степени принятия избранной профессиональной деятельности в качестве средства самореализации и развития, осознание своей тождественности с группой и оценка значимости членства в ней. 
Она является результатом профессионального самоопределения человека, который осознает свою профессию как призвание. Обладая сформированной профессиональной идентичностью, человек отождествляет себя с профессией и считает себя представителем профессионального сообщества.

## Использование в психологии
Широкое использование в психологии термина «идентичность» большинство авторов связывает с именем Э. Эриксона, который ввёл в психологический тезаурус понятие «эго-идентичности», которую позднее его последователи назвали «личностной идентичностью». Он определил личностную идентичность как «внутреннюю непрерывность и самотождественность личности», которая развивается на всех этапах жизненного пути человека.
Также Э. Эриксон понимал идентичность как результат переживания и осознания человеком своей принадлежности к определенной социальной группе, в том числе относительно принадлежности к профессиональному обществу профессии, которой он обладает.
Ощущение принадлежности по Э. Эриксону происходит с помощью противопоставления одних групп другими. Развитием понимания этой стороны личностной идентичности, занимались Дж. Мид, Г. Теджфел, Дж. Тёрнер и их последователей. В рамках данного направления исследований, наряду с использованием понятия личностной идентичности, было введено понятие «социальной идентичности».
Если личностная идентичность формируется на основе идентификации физических, интеллектуальных и нравственных качеств, то социальная идентичность является результатом идентификации человека с конкретной общностью: расой, полом, профессиональной группой, национальностью и т. д.
На сегодняшний день в психологии выделяют различные типы социальной идентичности: религиозную идентичность, этническую идентичность, гендерную идентичность, профессиональную идентичность и ряд других.
Ключевые научные работы, посвященные исследованию профессиональной идентичности, принадлежат Л. Б. Шнейдер, которая выделила 4 типа профессиональной  идентичности и разработала новый метод ее диагностики.

## Виды профессиональной идентичности
Процесс становления профессиональной идентичности носит неравномерный, кризисный характер, который, по мнению ряда авторов, может привести к профессиональному кризису.
Кризис профессиональной идентичности протекает по тому же плану, как и кризис личностной и социальной идентичности.
На этапах освоения профессии возникает конфликт между элементами уже имеющейся у человека идентичности и ситуацией, которая меняется по ходу освоения человеком новой профессии. Для выхода из профессионального кризиса, индивид должен принять новые ценности профессионального общества, перенять профессиональные навыки и качества, найти способы развития в рамках профессиональной деятельности.

### Способы диагностики профессиональной идентичности[9]
Существует несколько способов диагностики профессиональной идентичности.
Один из самых часто используемых методик - Тест на диагностику профессиональной идентичности» Л. Б. Шнейдер. Он выявляет наличие определенного статуса профессиональной идентичности. Также отечественными исследователями используется Дифференциально–диагностический опросник Е. А. Климова, который показывает иерархию профессиональных предпочтений по той или иной профессии , а также ряд других отечественных методик 

### Виды профессиональной идентичности:[11]
1. Достигнутая профессиональная идентичность — наиболее предпочтительная и развитая форма идентичности, которая свидетельствует об успешном прохождении кризиса идентичности. Человек, обладающий достигнутой профессиональной идентичностью, осознает, чего он хочет добиться в профессии, имеет собственные профессиональные амбиции, ощущает себя частью профессии и профессионального сообщества.
2. Преждевременная профессиональная идентичность — характерна для человека не пережившего кризис идентичности. Данный вид идентичности формируется по механизму подражания родителям и другим значимым людям. Например, такая идентичность может сформироваться в ситуации династийности профессии, когда у ребёнка родители врачи и он тоже уверен в своем желании стать врачом.
3. Диффузная профессиональная идентичность — носителем являются люди с неопределёнными, размытыми профессиональными интересами, целями убеждениями. Такие люди не ощущают принадлежности к определенной профессиональной группе, не разделяют ее ценности и убеждения, не имеют четко выраженных амбиций в профессиональной сфере.
4. Мораторий — состояние отсутствия идентичности, поскольку человек находится в состоянии кризиса идентичности.

## Профессиональный маргинализм
Профессиональный маргинализм и профессиональная идентичность являются полярными явлениями. Профессиональный маргинализм предполагает позицию непричастности к профессиональному обществу, самоотрицание себя в профессии. Профессиональная идентичность — самоотождествление себя с профессионалом, носителем конкретной профессии.
Утрата профессиональной идентичности порождает феномен профессионального маргинализма. Данный феномен характеризуется ощущением непричастности к выполняемой профессиональной роли, самоотрицанием, потерей личностной значимости профессии.
Феномен профессионального маргинализма всегда негативен и опасен для общества, так как его признаками является снижение качества и эффективности профессиональной деятельности, ориентация специалиста при выполнении трудовых функций на личные, непрофессиональные цели, а не на социальную ценность профессии.

## Факторы, влияющие на процесс формирования профессиональной идентичности
На формирование профессиональной идентичности влияют три группы факторов: индивидуально-личностные, образовательные, социально-профессиональные, имеющие позитивные («формирующие факторы») и негативные аспекты («деформирующие факторы» или барьеры на пути формирования профессиональной идентичности).

### Индивидуально-личностные аспекты
Формирующие факторы:
- система ценностных ориентаций, мотивация личности;
- достижение поставленной цели;
- династийность выбранной профессии;
- профессия по призванию, высокая степень ответственности за профессиональную работу.

Барьерные факторы:
- иерархия системы ценностных ориентаций, низкая мотивация личности;
- нивелирование ответственности за профессиональную работу;
- разочарование в профессии; эмоциональное выгорание.[13]

### Образовательные аспекты
Формирующие факторы:
- институционализация системы профессионального образования, профессиональная подготовка дипломированных специалистов;
- высокое качество профессиональной подготовки;
- практико-ориентированная направленность обучения.

Барьерные факторы:
- обучение ради получения диплома о высшем образовании;
- низкое качество профессиональной подготовки;
- отсутствие практико-ориентированной направленности обучения.[13]

### Социально-профессиональные аспекты
Формирующие факторы:
- сформированность профессионального сообщества и профессиональной культуры как культурного образца;
- востребованность специалистов данного профиля на рынке труда, выбор профессии, отвечающий потребностям современного рынка труда;
- соответствие профессиональной подготовки реальной практике;
- высокий престиж профессии в обществе, стабильные условия труда, достаточный уровень заработной платы будущего специалиста и высокие социальные гарантии.

Барьерные факторы:
- непрофильное трудоустройство;
- прекариатизация рынка труда; несформированность профессионального сообщества и профессиональной культуры;
- невостребованность специалистов данного профиля на рынке труда, выбор профессии, не отвечающий потребностям современного рынка труда;
- несоответствие профессиональной подготовки реальной практике;
- непрестижная (низкорейтинговая) профессия в обществе, нестабильные условия труда, низкий уровень заработной платы будущего специалиста и отсутствие социальных гарантий.[13]

В достижении профессиональной идентичности и преодолении кризисов профессионального развития важную роль играют психологические качества личности, которые преобразуются с наступлением взросления.
К таким критериям можно отнести принятие ответственности за профессиональную работу, проявление терпимости и установление взаимоотношений, достижение поставленных целей.

## Критерии показателя сформированной профессиональной идентичности
Критериями успешного процесса становления профессиональной идентичности являются:
- Положительная самооценка, как показатель восприятие себя, выполнение социальной роли в качестве субъекта профессиональной деятельности.
- Уровень притязаний, как мотивированная готовность к развитию своей личности как профессионала и вхождение в профессиональное сообщество.
- Удовлетворенность выполнением профессиональных задач.
- Положительное отношение к выполнению профессиональной деятельности, удовлетворение потребностей.
- Ответственность за выполнение норм и правил профессиональной деятельности, требований, предъявляемых профессией к личности профессионала.
- Принятие норм и ценностей, характерных для профессионального сообщества.
- Академическая успешность и успеваемость.
- Положительное отношение к профессиональной деятельности на производственных практиках.